# Midlertidige navne til grundstoffer
I kemien modtager tunge transuraner et permanent trivialnavn og symbol efter at deres syntese er blevet bekræftet. Det kan i nogle tilfælde være en langsommelig og meget politisk proces. For at man kan diskutere nye bekræftede synteser, såvel som ikke-synteserede grundstoffer uden tvetydighed, navngiver IUPAC dem med midlertidige systematiske navne og symboler til sådanne grundstoffer. Idegrundlaget for dette stammer fra den succesfulde udvikling af reglerne for navngivning af organiske forbindelser.

## IUPAC-reglerne
Det midlertidige navn udledes systematisk ud fra grundstoffets atomnummer. Hver ciffer bliver oversat til en numerisk rod (se tabellen til højre). Rødderne konkateneres og navnet afsluttes med -ium. Nogle af rødderne er latinske, mens andre er græske. Grunden til dette er at undgå to cifre starter med det samme bogstav. Der er lavet to sandhi-regler for at undgå mærkværdige navne:
- Hvis bi eller tri er efterfulgt slutningen -ium (hvis nu det sidste ciffer er 2 eller 3), så vil det resultere i -bium eller -trium og ikke -biium eller -triium
- Hvis enn efterfulgt af nil, så er resultatet -ennil- og ikke -ennnil-.

De systematiske symboler er dannet ved at lavet det første bogstav i roden om til et versal.
Endelsen -ium "overskriver" traditionelle kemiske endelser, for eksempel hedder grundstof 117 og 118: ununseptium og ununoctium, ikke ununseptin og ununocton.
Alle grundstoffer op til og inklusiv 112 har fået permanente trivialnavne og symboler, så det kan kun anbefales at bruge de systematiske navne og symboler på grundstoffer fra og med 113 og op efter. Dette betyder at der i praksis kun bruges systematiske symboler på 3 bogstaver.
| Grundstof 119: Grundstof 123: Grundstof 208: Grundstof 457: Grundstof 986: | un + un + enn + ium = un + bi + tr + ium = bi + nil + oct + ium = quad + pent + sept + ium = enn + oct + hex + ium = | ununennium (Uue) unbitrium (Ubt) biniloctium (Bno) quadpentseptium (Qps) ennocthexium (Eoh) |

## Note
Bemærk at dette kun er eksempler på hvordan man navngiver. Per år 2006 er grundstof 118, ununoctium, det højestnummererede grundstof som man kender til.